# Serie A 1953 (pallanuoto maschile)

La formazione della Rari Nantes Camogli campione d'Italia

La Serie A 1953 è stata la 34ª edizione della massima serie del campionato italiano maschile di pallanuoto. La Rari Nantes Camogli si aggiudicò il suo quarto titolo italiano, il secondo consecutivo.

## Squadre partecipanti
Le società iscritte furono otto:
- Camogli
- Canottieri Napoli
- Florentia
- Lazio
- Mameli
- Napoli
- Triestina
- Virtus Livorno

Avrebbero dovuto partecipare al torneo dieci squadre, ma due di esse si ritirarono prima dell'inizio delle gare: 
- Andrea Doria: per carenze economiche;
- Pro Recco: per mancanza di un impianto regolamentare; partecipò invece alla Serie B.

## Risultati
|                   | RNC  | CN  | RNF  | LZ  | MA  | RNN  | TS  | VL   |
| ----------------- | ---- | --- | ---- | --- | --- | ---- | --- | ---- |
| Camogli           |      | 6-2 | 5-2  | ?   | 7-0 | 10-1 | 8-1 | 7-1  |
| Canottieri Napoli | 3-3  |     | 5-3  | ?   | 7-2 | 5-2  | 7-1 | 12-0 |
| Florentia         | 4-2  | 6-2 |      | 3-2 | 4-1 | ?    | 5-0 | 7-1  |
| Lazio             | ?    | 8-3 | 2-0  |     | 6-1 | 6-2  | 8-1 | 9-1  |
| Mameli            | 1-6  | 1-4 | ?    | 1-4 |     | 4-2  | 6-4 | 10-0 |
| Napoli            | 2-7  | 3-5 | ?    | ?   | 6-3 |      | 3-1 | 7-5  |
| Triestina         | ?    | ?   | 0-12 | ?   | 3-1 | 3-2  |     | 5-0  |
| Virtus Livorno    | 0-15 | ?   | 0-14 | 1-8 | ?   | 0-4  | 2-2 |      |

## Classifica finale
|  |    | Classifica 1953   | Pt | G  | V  | N | P  | GF | GS |  |
|  | -- | ----------------- | -- | -- | -- | - | -- | -- | -- |  |
|  | 1. | Camogli           | 25 | 14 | 12 | 1 | 1  | 93 | 21 |  |
|  | 2. | Florentia         | 22 | 14 | 11 | 0 | 3  | 84 | 27 |  |
|  | 3. | Canottieri Napoli | 21 | 14 | 10 | 1 | 3  | 76 | 41 |  |
|  | 4. | Lazio             | 20 | 14 | 10 | 0 | 4  | 73 | 31 |  |
|  | 5. | Napoli            | 8  | 14 | 6  | 0 | 8  | 37 | 68 |  |
|  | 6. | Mameli            | 7  | 14 | 3  | 1 | 10 | 38 | 66 |  |
|  | 7. | Triestina         | 7  | 14 | 3  | 1 | 10 | 23 | 68 |  |
|  | 8. | Virtus Livorno    | 2  | 14 | 0  | 2 | 12 | 42 | 92 |  |
|  |    |                   |    |    |    |   |    |    |    |  |

## Marcatori
|  | Gol | Giocatore          | Squadra   |
|  | --- | ------------------ | --------- |
|  | 50  | Renato De Sanzuane | Camogli   |
|  | 49  | Pandolfini I       | Florentia |
|  | 27  | Carlo Pedersoli    | Lazio     |

## Verdetti
- Rari Nantes Camogli Campione d'Italia